# Wolfgang Berger (Kriminalist)
Wolfgang Berger (* 20. Januar 1897 in Berlin; † nach 1967) war ein deutscher Kriminalist. Während des Zweiten Weltkriegs gehörte er zu den führenden Persönlichkeiten im Reichssicherheitshauptamt (RSHA).

## Leben und Karriere
1940 übernahm Berger das für Wirtschaftsangelegenheiten, Sonderbeschulung und Ausrüstung der Kripo zuständige Referat V F des Reichssicherheitshauptamtes. Im März 1941 wurde er als Oberregierungs- und Kriminalrat Leiter des für „Erkennungsdienst und Fahndung“ zuständigen Referates V C in derselben Behörde. In diesen Stellungen gehörte er zum Führungskorps der zentralen für die Überwachung und Unterdrückung der Bevölkerung zuständigen Behörde des NS-Staates.
1943 übernahm Berger die Leitung der Kripoleitstelle in Frankfurt am Main. Im Mai 1945 wurde er von der Britischen Armee verhaftet.
In den 1960er Jahren wurde Berger im Rahmen der Ermittlungen der Staatsanwaltschaft beim Kammergericht Berlin gegen die ehemaligen Spitzenfunktionäre des Reichssicherheitshauptamtes vernommen.